# Rolf Lindby
Rolf Lindby, född 1 januari 1957, är en svensk redaktör. Han var åren 1975-1980 utgivare av tidskriften Serieguide, därefter förlagsredaktör och översättare på Carlsen Comics (fram till 1983) och Alvglans (fram till 2000). Han är mångårig medarbetare i Seriekatalogen. Numera verkar han som dataansvarig på Bulls Press.
2009 belönades Lindby av Svenska Serieakademin med ett Adamsondiplom.

## Översättningar (urval)
- Stålmannen mot Muhammad Ali (Semic, 1978)
- Den roliga lastbilen (The happy man and his dump truck) (text: Miryam, bild: Tibor Gergely, svensk text: Rolf Lindby, Carlsen/if, 1982)
- Hal Foster: Prins Valiant. Bd 1, Prinsen från Thule (Carlsen Comics, 1991)